# クリス・ディケンズ
クリス・ディケンズ（Chris Dickens）は、イギリスの編集技師。ダニー・ボイル監督の『スラムドッグ$ミリオネア』の編集で、アカデミー編集賞などを受賞したことで知られる。

## 経歴
ディケンズは、1990年にボーンマス映画学校を卒業した。彼は、数年にわたりテレビ業界で働き、エドガー・ライト監督による連続テレビドラマ『スペースド』などに係わった。ディケンズは次に、ライトの最初の長編映画『ショーン・オブ・ザ・デッド』を編集し、さらに『ホット・ファズ -俺たちスーパーポリスメン!-』にも参加した。

## フィルモグラフィー

### 映画
- チャイルド・プレイ チャッキーの種 Seed of Chucky （2004年）
- ショーン・オブ・ザ・デッド Shaun of the Dead （2004年）
- GOAL! Goal! （2005年）
- ホット・ファズ -俺たちスーパーポリスメン!- Hot Fuzz （2007年）
- スラムドッグ$ミリオネア Slumdog Millionaire （2008年）
- サブマリン Submarine （2010年）
- 宇宙人ポール Paul （2011年）
- バーバリアン怪奇映画特殊音響効果製作所 Berberian Sound Studio （2012年）
- レ・ミゼラブル Les Misérables （2012年）
- 嗤う分身 The Double （2013年）
- フランス組曲 Suite Française （2014年）
- マクベス Macbeth （2015年）